# Jeskola Buzz

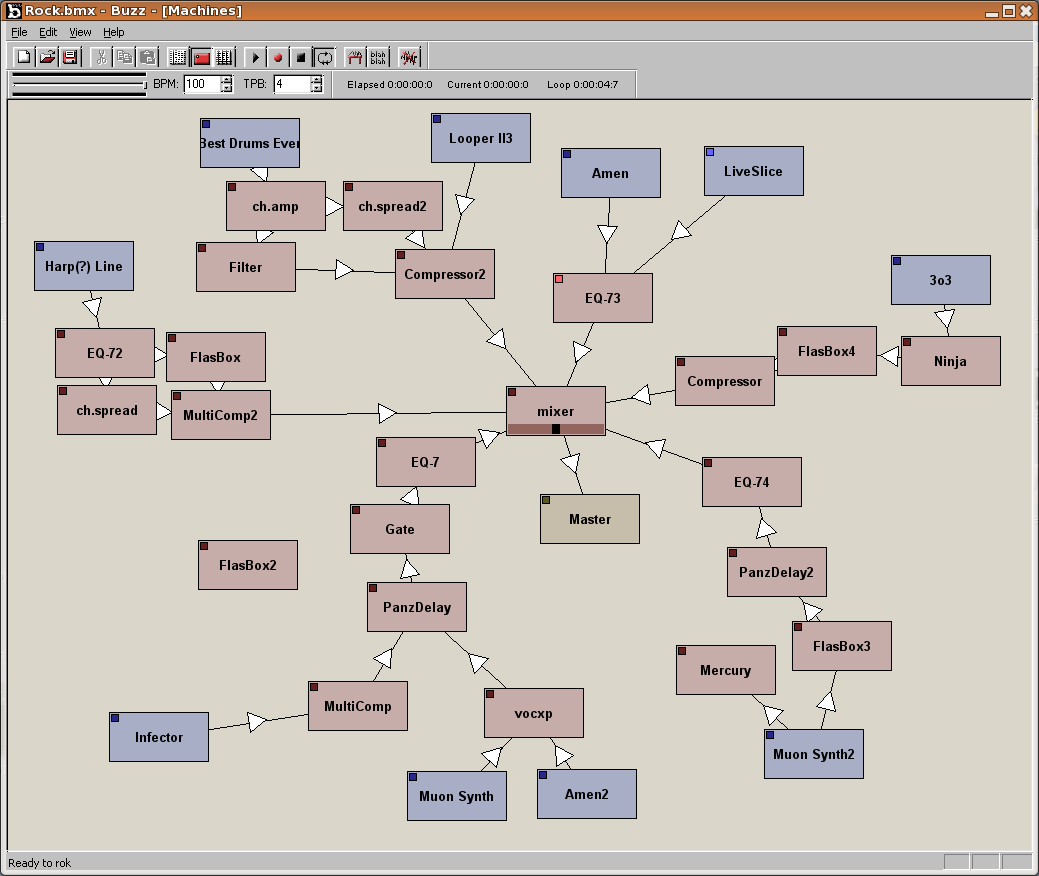
Interfejs programu

Jeskola Buzz – zaliczany do kategorii trackerów program służący do tworzenia muzyki, opracowany przez Fina Oskariego Tammelina, nierozwijany od 2000 roku po utracie kodu źródłowego. W roku 2008 prace nad kodem źródłowym odzyskanym z kopii zapasowych zostały wznowione.
Jeskola Buzz jest modularnym programowym studiem muzycznym, połączeniem programu typu tracker (obsługa paternów, sekwencera) oraz modularnego syntezatora programowego, zaopatrzonego w cały szereg generatorów dźwięku i efektów, które można w dowolny sposób łączyć ze sobą. Daje to nieograniczone możliwości sterowania dźwiękiem. Oprócz "swoich maszyn" Buzz obsługuje również wtyczki VST/VSTi, DirectX/DXi i Sound Fonty, co sprawia iż jest to jedno z najpotężniejszych narzędzi do tworzenia muzyki typu freeware. Grono entuzjastów Buzza tworzy nowe generatory i efekty. Buzz obsługuje także urządzenia MIDI.